# UCHIDA MAAYA Hello, 1st contact! 2016.2.28 @NAKANO SUNPLAZA
『UCHIDA MAAYA Hello, 1st contact! 2016.2.28 @NAKANO SUNPLAZA』（うちだ まあや ハロー, ファースト コンタクト! 2016.2.28 @なかの サンプラザ）は、内田真礼の初のライブ映像作品。2016年7月20日にポニーキャニオンからBlu-rayとDVDが発売。

## 概要
2016年2月28日に中野サンプラザで行われた『内田真礼 1st LIVE「Hello, 1st contact!」』の模様が収録されている。
映像特典として、リハーサルや舞台裏を撮影したドキュメンタリーが収録されており、初回限定仕様としては、特製三方背ケース、特製デジパック、ライブフォトブックが付属されている。

## 収録内容

### セットリスト
- OPENING -
M-01 Hello, 1st contact!
M-02 ギミー！レボリューション
M-03 からっぽカプセル
- MC-1 -
M-04 クラフト スイート ハート
- MC-2 -
- MAAYA BAND & DANCERS SHOW TIME -
M-05 Distorted World
M-06 North Child
M-07 創傷イノセンス
M-08 Winter has come
- MC-3 -

M-09 わたしのステージ
M-10 高鳴りのソルフェージュ
- MC-4 -
M-11 世界が形失くしても
M-12 金色の勇気
M-13 Hello, future contact!
EN-1 アイマイ☆シェイキーハート
- MC-5 -
EN-2 Resonant Heart
- MC-6 -
EN-3 Life is like a sunny day
- MC-7 -
EN-4 Hello, future contact!
- ENDING -

### 映像特典
Documentary of 『Hello, 1st contact!』